# Mændenes Løkke
Mændenes Løkke er en privat skov, der ligger på det sydlige fyn vest for Svendborg.
Skoven ligger syd for Skjoldemose gods og nordøst for landsbyen Stågerup.
Skoven bestå af en blanding af Løvskov og Nåleskov.
I skoven findes et fredet voldsted som består af en femkantet banke, banken er fra nord til syd 82 m og fra øst til vest ca. 72 m. 
Langs skovens udkant findes Stengærderne på Skjoldmose som er lavet, for at markerer skel eller for at holde kreaturerne ude af skoven. Da de blev anlagt dannet de formentlig en grænse mellem skoven og udmarken.
I udkanten af skoven ligger Gorilla Park Svendborg, som er en adventurepark hvor man kan klatre og køre med svævebane.  